# Ferrocarril Talyllyn
El ferrocarril Talyllyn (en gal·lès Rheilffordd Talyllyn) és un ferrocarril de via estreta conservat a Gal·les al Regne Unit, que corre sobre 11,67 km des de Tywyn, fins a la costa del centre de Gal·les a l'estació de Nant Gwernol. La línia va ser inaugurada el 1866 per portar la pissarra de les pedreres de Bryn Eglwys a Tywyn, i va ser el primer ferrocarril de via estreta a Gran Bretanya autoritzat per llei del Parlament per poder portar a passatgers usant vapor. Malgrat la gran escassetat d'inversions, la línia va romandre oberta. Des del 1951 és el primer ferrocarril al món en ser preservat com a patrimoni ferroviari per voluntaris.
Donada la preservació, el ferrocarril ha operat com una atracció turística. Es va ampliar el seu material rodant a través d'adquisicions i un programa d'enginyeria per a la construcció de noves locomotores i vagons. El 1976, una extensió es va obrir al llarg de l'antiga mina d'Abergynolwyn a la nova estació a Nant Gwernol. El 2001, la societat de preservació va celebrar el seu 50è aniversari i el 2005 es va dur a terme una important reconstrucció i ampliació de l'estació de Tywyn Wharf, incloent una instal·lació molt més extensa per al Museu del ferrocarril de via estreta (Narrow Gauge Railway Museum).
El conte de ficció Ferrocarril Skarloey, que va formar part de la sèrie ferroviària de llibres per a nens escrits per W. Awdry, es va basar en el ferrocarril Talyllyn. La preservació de la línia va inspirar la Comedia Ealing i la pel·lícula El raig de Titfield.

## Etimologia
L'origen del nom del ferrocarril és incert. Pot fer referència a la parròquia de Tal-y-llyn, que es troba al seu terme de l'est, o pot provenir del llac Tal-y-llyn, un gran llac cintiforme al peu de Cadair Idris a 4,8 km cap a l'est.

### Mapa

Mapa de la ruta del ferrocarril Talyllyn